# Varennes-sur-Fouzon
Varennes-sur-Fouzon là một xã ở tỉnh Indre ở miền trung nước Pháp. Xã này có diện tích 22,85 km², dân số năm 1999 là 663 người. Khu vực này có độ cao trung bình 98 mét trên mực nước biển.